# Wilhelm Wolff von Metternich

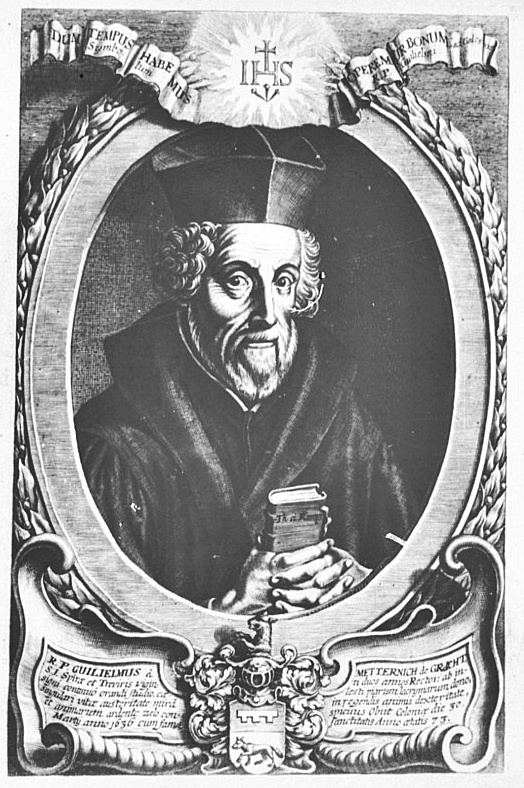
Pater Wilhelm Wolff von Metternich zur Gracht

Wilhelm Wolff von Metternich zur Gracht (* 16. Juli 1563 in Erftstadt, Liblar, Schloss Gracht; † 30. März 1636 in Köln) war ein deutscher adeliger Jesuitenpater und Rektor der Kollegien zu Speyer, Trier und Köln.

## Herkunft und Familie
Er entstammte dem Adelsgeschlecht der Wolff von Metternich und war der Sohn des Bliesheimer Amtmannes Hieronymus Wolff von Metternich (1519–1592) sowie seiner Gattin Katharina von Buschfeld. Sein Bruder Adolph Wolff von Metternich (1553–1619) amtierte als Domkapitular und Domdekan in Speyer.

## Leben und Wirken
Die Brüder Wilhelm und Adolf Wolff von Metternich hatten beide Präbenden am Domstift Speyer. Beide besuchten das Collegium Germanicum in Rom. Adolf war dort von 1581 bis 1584, Wilhelm kam 1583, blieb bis 1587 und trat dann unter Verzicht seiner Speyerer Pfründen in den Jesuitenorden ein.

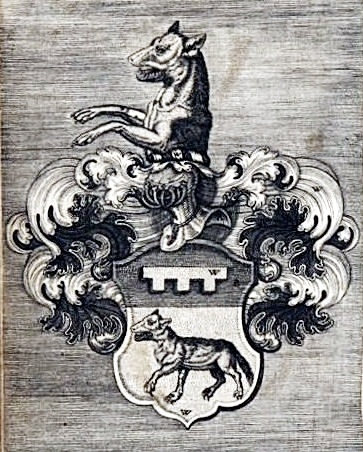
Familienwappen

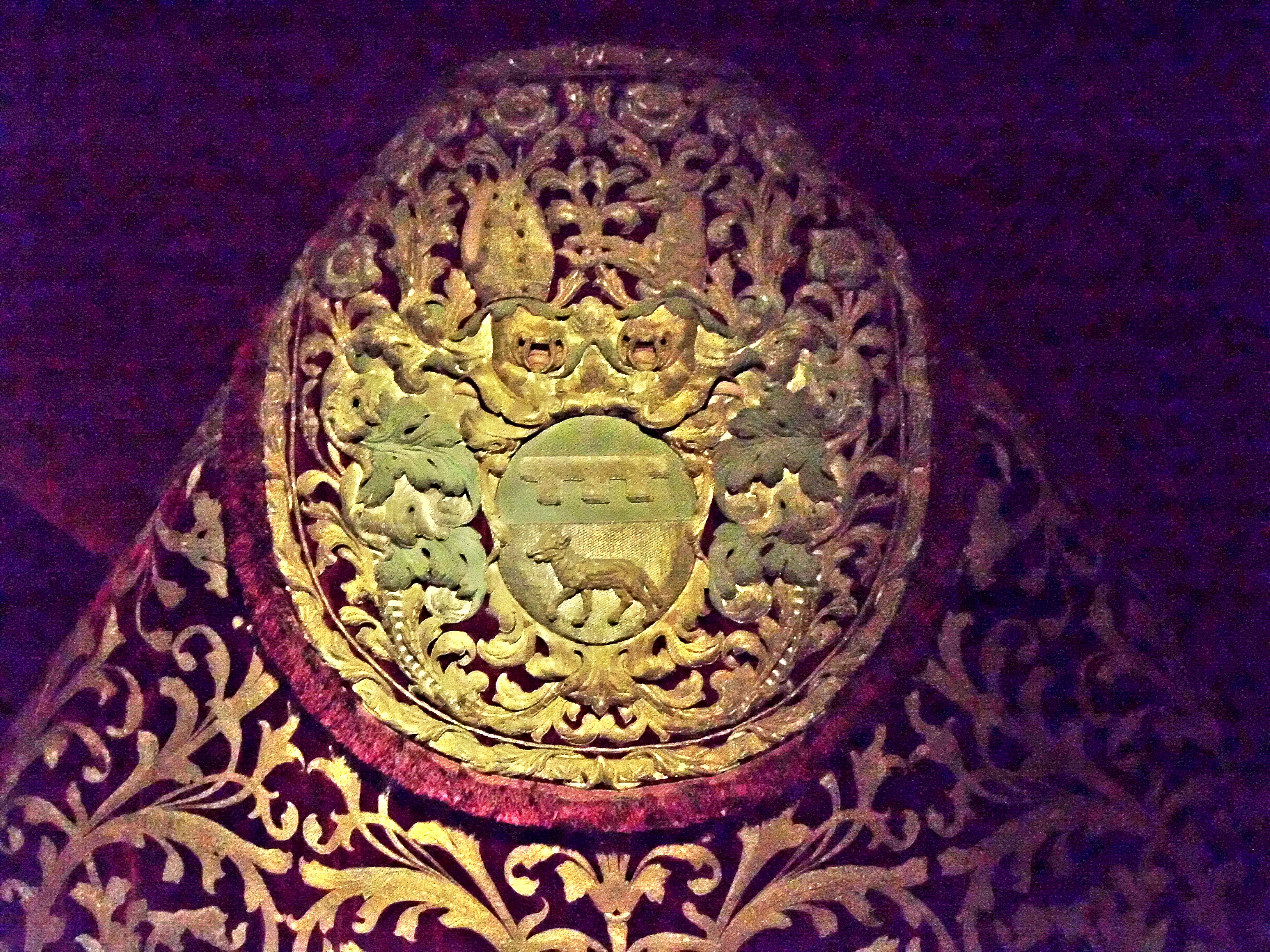
Wappen-Pluviale des Großneffen Johann Wilhelm Wolff-Metternich zur Gracht (1624–1694), Dompropst zu Mainz, im Speyerer Domschatz, Historisches Museum der Pfalz, Speyer

Zunächst Domprediger in Mainz wurde Wilhelm Wolff von Metternich 1595 Rektor des Jesuitenkollegs Speyer. Nach Speyer war auch der Bruder Adolf zurückgekehrt und bei diesem lebte ab 1598, zur schulischen Ausbildung, der Neffe der Brüder,  Johann Adolf Wolff von Metternich zur Gracht (1592–1669), später Erzieher der beiden Söhne von Kurfürst Maximilian I. von Bayern. Wilhelm Wolff von Metternich leitete das Speyerer Kolleg 22 Jahre lang. Hier beeinflusste er auch den zeitweise unter seiner Leitung stehenden Jesuiten Friedrich Spee (1591–1635), der später als Kritiker der Hexenprozesse große Berühmtheit erlangen sollte. Ihn betraute er in Speyer u. a. mit dem Aufbau einer Schutzengelbruderschaft. 1617 verließ Wolff von Metternich Speyer und wurde anschließend Rektor der Jesuitenkollegien Trier bzw. Köln. Anlässlich des Todes seines Bruders Adolf besuchte er 1619 Speyer. Nach diesem Sterbefall wurde er die familiäre Hauptbezugsperson des 1605 verwaisten, bereits genannten Neffen Johann Adolf.
Wilhelm Wolff von Metternich starb 1636 in Köln, wohin er sich im Dreißigjährigen Krieg vor den anrückenden Schweden geflüchtet hatte. Der Pater war Autor mehrerer theologischer Abhandlungen.

Der Historiker Ludwig Stamer schreibt über ihn:

„Viele Jahre war Wilhelm von Metternich Rektor des Speyerer Jesuitenkollegs. Er war Mittelpunkt des geistigen Lebens für den Klerus, die Adeligen, Offiziere und Beamten.“

Laut neueren Forschungen wird Wilhelm Wolff von Metternich auch als Urheber des berühmten Speyerer Gesangbuchs von 1599 angesehen.
Sein Großneffe Hermann Werner Wolff von Metternich zur Gracht (1625–1704) amtierte als Fürstbischof von Paderborn, dessen Bruder Johann Wilhelm Wolff von Metternich zur Gracht (1624–1694), als Dompropst in Mainz, Paderborn und Münster.